# Quercus montana
Quercus montana Willd. – gatunek rośliny z rodziny bukowatych (Fagaceae Dumort.). Występuje naturalnie we wschodniej części Stanów Zjednoczonych – w Alabamie, Connecticut, Dystrykcie Kolumbii, Delaware, Georgii, Illinois, Indianie, Kentucky, Luizjanie, Massachusetts, Marylandzie, Maine, Michigan, Missisipi, Karolinie Północnej, New Hampshire, New Jersey, stanie Nowy Jork, Ohio, Pensylwanii, Rhode Island, Karolinie Południowej, Tennessee, Wirginii, Vermoncie i Wirginii Zachodniej. 

## Morfologia
PokrójZrzucające liście drzewo dorastające do 30 m wysokości. Kora ma szarą lub brązową barwę.
LiścieBlaszka liściowa ma kształt od eliptycznego do odwrotnie jajowatego. Mierzy 12–20 cm długości oraz 6–10 cm szerokości, jest ząbkowana na brzegu, ma nasadę od niemal ostrokątnej do zaokrąglonej i spiczasty wierzchołek. Ogonek liściowy jest nagi i ma 1–3 cm długości.
OwoceOrzechy zwane żołędziami o jajowato elipsoidalnym kształcie, dorastają do 15–30 mm długości i 10–20 mm średnicy. Osadzone są pojedynczo w miseczkach o półkulistym kształcie lub w formie kubka, które mierzą 9–15 mm długości i 18–25 mm średnicy. Orzechy otulone są w miseczkach do 25–35% ich długości.

## Biologia i ekologia
Rośnie w lasach liściastych zrzucających liście lub lasach mieszanych. Występuje na wysokości do 1400 m n.p.m.